# Powerslave
Powerslave —en español: Esclavo del poder— es el quinto álbum de estudio de la banda inglesa de heavy metal Iron Maiden publicado en 1984. La portada presenta a Eddie the Head como la estatua de un faraón.
Este disco fue grabado por los integrantes del grupo a raíz de unas vacaciones que pasaron en Egipto, después de quedar impresionados con la majestuosidad de las pirámides. La primera canción que apareció con esta temática fue «Revelations» (Piece of Mind), considerada una precuela de Powerslave.
Este disco está lleno de historias épicas que se sucedieron a lo largo de la historia. Un ejemplo es la primera canción del LP «Aces High» (Steve Harris), que está dedicada a todos aquellos pilotos ingleses que murieron luchando en la Batalla de Inglaterra. También contiene composiciones de larga duración como «Powerslave» y «Rime of the Ancient Mariner».
Esta última pista, está basada en el largo poema del mismo nombre (traducido al español como La balada del anciano marinero) escrito por Samuel Taylor Coleridge a finales del siglo XVIII. Fue la canción más larga escrita por la banda durante 31 años, hasta el lanzamiento en 2015 de Empire of the Clouds, del disco The Book of Souls.
Las canciones que más destacan de este disco son la anteriormente mencionada «Aces High», «2 Minutes To Midnight» y la canción que da el título al LP, «Powerslave» (Bruce Dickinson). Este disco daría la oportunidad a la banda de hacer la gira más extensa de su historia, World Slavery Tour durante los años 1984-1985, en la cual aprovecharían varios shows para grabar el LP y el álbum en directo Live After Death.
Como curiosidad, la portada del disco esconde infinitos detalles como por ejemplo el logotipo de su dibujante Derek Riggs, frases con referencias a películas como Indiana Jones e incluso una ilustración de Mickey Mouse.

## Lista de canciones

### Lado A
| N.º | Título                                       | Escritor(es)      | Duración |  |
| 1.  | «Aces High»                                  | Harris            | 4:29     |  |
| 2.  | «2 Minutes to Midnight»                      | Smith / Dickinson | 6:00     |  |
| 3.  | «Losfer Words ( Big ‘ Orra )» (Instrumental) | Harris            | 4:13     |  |
| 4.  | «Flash of the Blade»                         | Dickinson         | 4:03     |  |
| 5.  | «The Duellists»                              | Harris            | 6:06     |  |

### Lado B
| N.º | Título                                                        | Escritor(es)      | Duración |  |
| 6.  | «Back in the Village» (5:20 en la ver. remasterizada de 1998) | Smith / Dickinson | 5:03     |  |
| 7.  | «Powerslave» (6:48 en la ver. remasterizada de 1998)          | Dickinson         | 7:12     |  |
| 8.  | «Rime of the Ancient Mariner»                                 | Harris            | 13:42    |  |

### Disco extra (versión remasterizada de 1995)
| diso bono de la versión remasterizada de 1995 |                                               |                                                                |          |  |
| N.º                                           | Título                                        | Escritor(es)                                                   | Duración |  |
| 1.                                            | «Rainbow's Gold» (Beckett cover)              | Slesser / Mountain                                             | 4:57     |  |
| 2.                                            | «Mission From 'Arry»                          | McBrain / Harris                                               | 6:42     |  |
| 3.                                            | «King of Twilight» (Cover de la banda Nektar) | Nektar / Albrighton / Brockett / Freeman / Howden / "Mo" Moore | 4:53     |  |
| 4.                                            | «The Number of the Beast» (Live)              | Harris                                                         | 4:57     |  |

## Posición en las listas

### Álbum
| País           | Lista (en 1984)             | Posición más alta |
| -------------- | --------------------------- | ----------------- |
| Austria        | Ö3 Austria Top 40           | 15                |
| Finlandia      | The Official Finnish Charts | 4                 |
| Alemania       | Media Control Charts        | 9                 |
| Países Bajos   | MegaCharts                  | 5                 |
| Nueva Zelanda  | RIANZ                       | 11                |
| Noruega        | VG-lista                    | 5                 |
| Suecia         | Sverigetopplistan           | 5                 |
| Suiza          | Swiss Hitparade             | 10                |
| Reino Unido    | Official Albums Chart       | 2                 |
| Estados Unidos | Billboard 200               | 21                |
| País           | Lista (en 1992)             | Posición más alta |
| Noruega        | VG-lista                    | 4                 |
| País           | Lista (en 2006)             | Posición más alta |
| España         | PROMUSICAE                  | 96                |
| País           | Lista (en 2013)             | Posición más alta |
| Finlandia      | The Official Finnish Charts | 16                |
| Noruega        | VG-lista                    | 25                |
| Suecia         | Sverigetopplistan           | 23                |

### Sencillos
| Sencillo                          | Lista (en 1984)      | Posición más alta | Álbum      |
| --------------------------------- | -------------------- | ----------------- | ---------- |
| "2 Minutes to Midnight"           | German Singles Chart | 70                | Powerslave |
| "2 Minutes to Midnight"           | Irish Singles Chart  | 10                | Powerslave |
| "2 Minutes to Midnight"           | UK Singles Chart     | 11                | Powerslave |
| "Aces High"                       | Irish Singles Chart  | 29                | Powerslave |
| "Aces High"                       | UK Singles Chart     | 20                | Powerslave |
| Sencillo                          | Lista (1990)         | Posición más alta | álbum      |
| "2 Minutes to Midnight/Aces High" | UK Albums Chart      | 11                | —          |

## Integrantes
Banda Intérprete
- Steve Harris - bajista
- Bruce Dickinson - vocalista
- Dave Murray - guitarrista
- Adrian Smith - guitarrista
- Nicko McBrain - baterista

Personal Adicional
- Martin Birch – productor, ingeniero, Mezcla
- Frank Gibson – Ingeniero Asistente
- Bruce Buchhalter – Ingeniero Asistente
- George Marino – Masterización
- Derek Riggs – Ilustración
- Moshe Brakha – Fotografía
- Rod Smallwood – Mánager, ilustración
- Andy Taylor – Mánager
- Simon Heyworth – Masterización (edición de 1998)
- Ross Halfin – Fotografía (edición de 1998)